# Norman Cousins

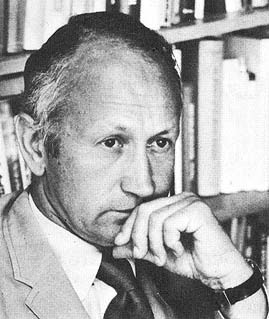
Norman Cousins (1976)

Norman Cousins (* 24. Juni 1915 in Union City, New Jersey; † 30. November 1990 in Los Angeles) war ein prominenter politischer Redakteur, Wissenschaftsjournalist, Autor und Friedensaktivist.

## Leben
Als Journalist arbeitete er zunächst bei der New York Evening Post (heute New York Post) und wurde anschließend bei Current History als Buchkritiker angestellt. Bei der Saturday Review arbeitete er beinahe vier Jahrzehnte als Redakteur. Später gründete Cousins an der Universität von Los Angeles eine Abteilung für therapeutische Humorforschung (Gelotologie).

## Leistungen
Der Wissenschaftsjournalist Cousins ist ein Beispiel für die positiven Auswirkung von Lachen. In seiner Autobiografie Der Arzt in uns selbst (Anatomy of an Illness as Perceived by the Patient) beschreibt er seine von ihm erfundene Lachtherapie, mit der er seine Krankheit, eine chronische Entzündung der Wirbelsäule, durch Lachen selbst heilte und dabei den Blick einer weiten Öffentlichkeit auf sich richtete.
Anfangs der Siebzigerjahre erkrankte er an einer Spondylarthritis.
Diese Erkrankung war mit sehr starken Schmerzen verbunden und hatte eine denkbar schlechte Prognose. In seinem autobiographischen Krankheitsbericht geben ihm die Ärzte eine Überlebenschance von 1:500 an. Er kannte Berichte aus wissenschaftlichen Zeitschriften, in denen der unheilvolle Einfluss von negativen Gemütszuständen auf das innersekretorische System des Menschen beschrieben wurde. So versuchte er den Umkehrschluss: Er bemühte sich systematisch, sich zum Lachen zu bringen, indem er sich lustige Filme vorführen oder witzige Bücher vorlesen ließ. Dabei stellte Cousins bald fest, dass seine Schmerzen weitgehend nachließen, nachdem er etwa zehn Minuten lang intensiv gelacht hatte. Außerdem konnte er danach mindestens zwei Stunden problemlos schlafen. Diese subjektive Erfahrung wurde bald durch spezifische Tests zur Ermittlung des Entzündungsgrades im Bereich der Wirbelsäule bestätigt. Denn es kam zu einer signifikanten Abnahme der Sedimentationsrate nach jeder einzelnen Lachkur.
Die heutigen Gelotologen (Lachforscher) haben dafür mittlerweile eine Erklärung gefunden: Beim Lachen werden bestimmte körpereigene Hormone, die Katecholamine Adrenalin und Noradrenalin, in den Blutkreislauf ausgeschüttet. Ein Therapeutischer Humor kann eine wirksame Entzündungshemmung hervorrufen.
Die unglaubliche Geschichte löste eine wahre Forschungswelle aus und führte zum Entstehen einer neuen Wissenschaft, der Lachforschung (Gelotologie), die sich mit dem Entstehen und der Wirkung des Lachens auf Körper und Geist beschäftigt.
Politisch war Cousins ein unermüdlicher Fürsprecher der liberalen Grundhaltung. So engagierte er sich für die Atomabrüstung und den Weltfrieden.

## Auszeichnungen
- 1990: Albert-Schweitzer-Preis
- 1990: Niwano-Friedenspreis

## Veröffentlichungen
- Anatomy of an Illness As Perceived by the Patient. Norton & Company, New York 1979.
  - Deutsche Ausgabe: Der Arzt in uns selbst. Die Geschichte einer erstaunlichen Heilung – gegen alle düsteren Prognosen. Aus dem Amerikanischen übersetzt von Klaus Schomburg u. Sylvia M. Schomburg-Scherff. Rowohlt, Reinbek bei Hamburg 1984.